# Joyeux Gitans
Pour plus de détails, voir Fiche technique et Distribution.
Joyeux Gitans (titre original : Rascals) est un film américain en noir et blanc réalisé par H. Bruce Humberstone, sorti en 1938. 

## Synopsis
Un vil baron opprime les gitans mais est fasciné par une belle Tsigane qui aime un inconnu sur un cheval blanc.

## Fiche technique
- Titre : Joyeux Gitans
- Titre original : Rascals
- Réalisation : H. Bruce Humberstone
- Scénario : Robert Ellis, Helen Logan
- Producteur : John Reinhardt, John Stone
- Société de distribution : 20th Century Fox
- Musique : Samuel Kaylin (en)
- Photographie : Edward Cronjager
- Montage :	Harvey Manger, Jack Murray
- Producteur(s) : John Reinhardt, John Stone
- Société de production et de distribution : Fox Film Corporation
- Format : noir et blanc — 1.37:1 — son : mono (Western Electric Mirrophonic Recording)
- Genre : comédie
- Durée : 77 minutes
- Dates de sortie :
  - États-Unis : 20 mai 1938
  - France : 8 mars 1940

## Distribution
- Jane Withers : Gypsy
- Rochelle Hudson : Margaret Adams
- Robert Wilcox : Tony
- Borrah Minevitch : Gino
- Steffi Duna : Stella
- Katharine Alexander : Mme Agatha Adams
- Chester Clute : M. Roger Adams
- José Crespo : le baron Von Brun
- Paul Stanton : Dr Cecil Carter
- Frank Reicher : Dr C.M. Garvey
- Edward Cooper : Grayson
- Kathleen Burke : l'infirmière du Dr Carter
- Myra Marsh : infirmière à l'hôpital
- Frank Puglia : le fleuriste
- Robert Gleckler : le lieutenant de police
- Eddie Dunn : Dugan
- Howard Hickman : le juge